# 경순양함

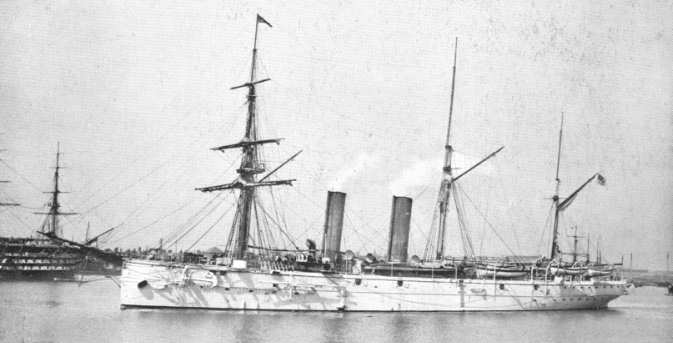

경순양함(輕巡洋艦)은 순양함에서 파생된 함정의 일종이다.

## 종류
원래 순양함은 전열함 코르벳 프리깃 체제에서 1850년대 프랑스에서 장갑함이 등장한 이후, 각종 파생되는 함급 들 중에서 장갑함 계열에서 전함과 더불어 파생된 장갑순양함 (1880년대 후반 이후)과 어뢰를 쏘는 구축함으로부터 함대를 지키기 위해 대구축용으로 발전한 순양함이 있다.
이중 장갑순양함은 독일의 순양전함이나 영미에서 부르는 전투순양함으로 발전하고 순양함은 무장이나 주 임무나 장갑에 따라 경순양함 중순양함으로 나뉜다.

## 경순양함
경순양함은 1차 대전의 전함-순양전함-순양함-구축함 체계에서 함급이 파생되면서 순양함에서 갈라져 나온 함급이다.
주로 만재배수량 2500-8000톤까지 다양한 배수량을 갖추고 있으며, 국가별로 차이가 나지만 대략 100미리급의 측면 방호력과 주로 8인치 미만의 중소 구경의 다연장함포를 여러 개 장착한다.

## 역할
함대에 접근하는 구축함을 저지하여 어뢰로부터 보호를 하는 원래의 역할을 할 뿐만 아니라 2차대전에선 함대 방공함 역할을 하고, 제한적인 대잠 능력을 가지고 대잠역할 또는 항공모함 호위 역할을 하고 일본의 경우 어뢰를 그득 싣고 다니는 속칭 '어선'으로 역할을 한다.

## 주요 경순양함
- 독일 - 엠덴, 쾨니히스베르크 클래스
- 미국 - 브루클린, 클리블랜드 클래스
- 영국 - 에딘버러 클래스
- 일본 - 텐류급, 나가라급, 쿠마급, 아가노급

## 같이 보기
- 장갑순양함
- 순양전함
- 중순양함
- 방호순양함